# AVエアー3378便墜落事故
AVエアー3378便墜落事故（AVエアー3378びんついらくじこ）は、ローリー・ダーラム国際空港発リッチモンド国際空港行の国内定期便だった、AVエアー3378便（アメリカン・イーグル航空便として運航）が1988年2月19日の夜、ローリー・ダーラム空港から離陸直後に墜落した事故。乗員乗客12人全員が死亡した。
また、この便はアメリカン・イーグル便として運航されていたため便名についてアメリカン・イーグル3378便と表記される場合もある。

## 事故の経緯
事故当時は雲底が低く視程も低かった。
3378便には乗員2人と乗客10人が搭乗していた。乗客の多くはノースカロライナ州とバージニア州に住む人々で、13歳の少年も含まれていた。現地時間21時25分ら3378便はローリー・ダーラム国際空港の滑走路23Rから離陸し、300フィートまで上昇した。その後、3378便から航空管制官への最後の交信が聞こえた。3378便は適切な上昇速度を維持したが、バンク角が40〜45度であった。標準的なバンク角は22度であり、ほぼ倍近い角度で旋回し始めた。傾きが大きすぎたため、降下し始めた。その後、航空機は滑走路23Rの西5,100フィートにあるため池の岸から100フィートの地点に墜落した。残骸は地上と森にも散乱した。事故現場では火災が発生したが、すぐに消火された。
現地の管制官によると、彼は3378便の前にいたアメリカン航空のMD-80を確認できなかった。彼はレーダーでMD-80を捉えて、3378便を離陸させた。彼は少しの時間、3378便をレーダーで確認し、ピードモント航空機を離陸させ、次の3分でセスナ機を着陸させ、出発管制官と調整し、3378便を探した。2131:45で、管制官が緊急システムに警告した。
この事故は、機体が極端に破壊されたため、国家運輸安全委員会（NTSB）によって事故原因の特定は困難とされた。

## 事故原因
NTSBは、1988年12月13日事故報告書を発表した。事故の予備原因は、副操縦士の不適切な計器の監視と、認識した失速防止装置の故障に対するパイロットの対応により、パイロットが適切な飛行経路を維持することができなかったことだとした。他に寄与したことは、文書化された副操縦士の操縦に関する問題点に対する会社の対応の欠如と、FAAによるAVエアーの監督の欠如である。
1993年、エアライン・パイロット組合（ALPA）は調査の結果に反対する申立てを提出し、再検討するよう求めた。NTSBは部分的に申立てを受け入れた。この事故の原因は、パイロットが適切な飛行経路を維持できなかったことである。寄与した要因は、パイロットの訓練と運営の管理と監督が不適切であったことと、FAAのAVエアーに対する監督が不適当であったことである。